# (37357) 2001 TD196
2001 تي دي 196 (ويعرف أيضًا باسم (37357) 2001 تي دي 196 وفق تسمية الكوكب الصغير) (بالإنجليزية: 2001 TD196)‏ هو كويكب ضمن حزام الكويكبات؛ وترتيبه 37357 من حيث الاكتشاف.
اكتُشف هذا الجُرم الفلكي بواسطة تعقب الأجرام القريبة من الأرض في 12 أكتوبر 2001.

## وصلات خارجية
- (37357) 2001 TD196 في قاعدة بيانات مختبر الدفع النفاث لأجرام النظام الشمسي الصغيرة

- الاكتشاف · مخطط المدار ·  العناصر المدارية · المعلمات المادية

- (37357) 2001 TD196 على موقع ويكي سكاي: DSS2, SDSS, GALEX, IRAS, Hydrogen α, X-Ray, Astrophoto, Sky Map, Articles and images